# Lista över fornlämningar i Mönsterås kommun
Lista över fornlämningar i Mönsterås kommun är en förteckning av ett urval av de fornlämningar som finns i Mönsterås kommun.

## Fliseryd
| Namn                      | Lämningstyp      | Tillkomsttid | Historisk indelning | Plats | Läge                 | ID-nr          | Bild                                 |
| ------------------------- | ---------------- | ------------ | ------------------- | ----- | -------------------- | -------------- | ------------------------------------ |
| Fliseryd 5:1              | Begravningsplats |              | Fliseryd, Småland   |       | 57.124802, 16.171288 | 10080100050001 | Ladda upp en bild av detta fornminne |
| Fliseryd 7:1              | Gravfält         |              | Fliseryd, Småland   |       | 57.128862, 16.267925 | 10080100070001 | Ladda upp en bild av detta fornminne |
| Gloscherör (Fliseryd 8:1) | Röse             |              | Fliseryd, Småland   |       | 57.125139, 16.266758 | 10080100080001 | Ladda upp en bild av detta fornminne |
| Barnerör (Fliseryd 9:1)   | Röse             |              | Fliseryd, Småland   |       | 57.095963, 16.298373 | 10080100090001 | Ladda upp en bild av detta fornminne |
| Barnerör (Fliseryd 9:2)   | Röse             |              | Fliseryd, Småland   |       | 57.095795, 16.298514 | 10080100090002 | Ladda upp en bild av detta fornminne |
| Tranehäll (Fliseryd 10:1) | Fornborg         |              | Fliseryd, Småland   |       | 57.162827, 16.205536 | 10080100100001 | Ladda upp en bild av detta fornminne |
| Fliseryd 23:1             | Röse             |              | Fliseryd, Småland   |       | 57.104920, 16.290538 | 10080100230001 | Ladda upp en bild av detta fornminne |
| Fliseryd 24:1             | Stensättning     |              | Fliseryd, Småland   |       | 57.105036, 16.289816 | 10080100240001 | Ladda upp en bild av detta fornminne |
| Fliseryd 26:1             | Röse             |              | Fliseryd, Småland   |       | 57.117137, 16.165453 | 10080100260001 | Ladda upp en bild av detta fornminne |
| Fliseryd 30:1             | Stensättning     |              | Fliseryd, Småland   |       | 57.135496, 16.261382 | 10080100300001 | Ladda upp en bild av detta fornminne |
| Fliseryd 84:1             | Stensättning     |              | Fliseryd, Småland   |       | 57.126185, 16.269782 | 10080100840001 | Ladda upp en bild av detta fornminne |
| Fliseryd 84:2             | Stensättning     |              | Fliseryd, Småland   |       | 57.126284, 16.269953 | 10080100840002 | Ladda upp en bild av detta fornminne |
| Fliseryd 97:1             | Gravfält         |              | Fliseryd, Småland   |       | 57.134581, 16.274072 | 10080100970001 | Ladda upp en bild av detta fornminne |
| Fliseryd 135:1            | Röse             |              | Fliseryd, Småland   |       | 57.118543, 16.203313 | 10080101350001 | Ladda upp en bild av detta fornminne |
| Fliseryd 197:1            | Stensättning     |              | Fliseryd, Småland   |       | 57.137649, 16.192650 | 10080101970001 | Ladda upp en bild av detta fornminne |
| Fliseryd 197:2            | Stensättning     |              | Fliseryd, Småland   |       | 57.137758, 16.192529 | 10080101970002 | Ladda upp en bild av detta fornminne |
| Fliseryd 211:1            | Stensättning     |              | Fliseryd, Småland   |       | 57.131737, 16.195553 | 10080102110001 | Ladda upp en bild av detta fornminne |
| Fliseryd 214:1            | Stensättning     |              | Fliseryd, Småland   |       | 57.118743, 16.154554 | 10080102140001 | Ladda upp en bild av detta fornminne |
| Fliseryd 217:1            | Stensättning     |              | Fliseryd, Småland   |       | 57.120441, 16.191859 | 10080102170001 | Ladda upp en bild av detta fornminne |
| Fliseryd 217:2            | Stensättning     |              | Fliseryd, Småland   |       | 57.120365, 16.191886 | 10080102170002 | Ladda upp en bild av detta fornminne |
| Fliseryd 219:1            | Gravfält         |              | Fliseryd, Småland   |       | 57.117978, 16.192368 | 10080102190001 | Ladda upp en bild av detta fornminne |
| Fliseryd 220:1            | Stensättning     |              | Fliseryd, Småland   |       | 57.134748, 16.192632 | 10080102200001 | Ladda upp en bild av detta fornminne |
| Fliseryd 226:1            | Stensättning     |              | Fliseryd, Småland   |       | 57.174779, 16.155915 | 10080102260001 | Ladda upp en bild av detta fornminne |
| Fliseryd 231:1            | Stensättning     |              | Fliseryd, Småland   |       | 57.206748, 16.177998 | 10080102310001 | Ladda upp en bild av detta fornminne |
| Fliseryd 240:1            | Stensättning     |              | Fliseryd, Småland   |       | 57.119911, 16.127588 | 10080102400001 | Ladda upp en bild av detta fornminne |

## Mönsterås
| Namn                                    | Lämningstyp             | Tillkomsttid | Historisk indelning | Plats | Läge                 | ID-nr          | Bild                                      |
| --------------------------------------- | ----------------------- | ------------ | ------------------- | ----- | -------------------- | -------------- | ----------------------------------------- |
| Mönsterås 1:1                           | Röse                    |              | Mönsterås, Småland  |       | 57.058077, 16.426358 | 10084800010001 | Ladda upp en bild av detta fornminne      |
| Mönsterås 1:2                           | Stensättning            |              | Mönsterås, Småland  |       | 57.058431, 16.425872 | 10084800010002 | Ladda upp en bild av detta fornminne      |
| Mönsterås 1:3                           | Stensättning            |              | Mönsterås, Småland  |       | 57.057903, 16.425530 | 10084800010003 | Ladda upp en bild av detta fornminne      |
| Mönsterås 1:4                           | Stenkrets               |              | Mönsterås, Småland  |       | 57.057760, 16.425493 | 10084800010004 | Ladda upp en bild av detta fornminne      |
| Lindeflaterör (Mönsterås 3:1)           | Röse                    |              | Mönsterås, Småland  |       | 57.087033, 16.433436 | 10084800030001 | Ladda upp en bild av detta fornminne      |
| Lindeflaterör (Mönsterås 3:2)           | Stensättning            |              | Mönsterås, Småland  |       | 57.087135, 16.433917 | 10084800030002 | Ladda upp en bild av detta fornminne      |
| Mönsterås 4:1                           | Röse                    |              | Mönsterås, Småland  |       | 57.026619, 16.470609 | 10084800040001 | Ladda upp en bild av detta fornminne      |
| Mönsterås 4:2                           | Husgrund, historisk tid |              | Mönsterås, Småland  |       | 57.026345, 16.470967 | 10084800040002 | Ladda upp en bild av detta fornminne      |
| Mönsterås 6:1                           | Röse                    |              | Mönsterås, Småland  |       | 57.053685, 16.397033 | 10084800060001 | Ladda upp en bild av detta fornminne      |
| Mönsterås 6:2                           | Röse                    |              | Mönsterås, Småland  |       | 57.053522, 16.397379 | 10084800060002 | Ladda upp en bild av detta fornminne      |
| Mönsterås 6:3                           | Hällristning            |              | Mönsterås, Småland  |       | 57.053613, 16.396671 | 10084800060003 | Ladda upp en bild av detta fornminne      |
| Mönsterås 6:4                           | Hällristning            |              | Mönsterås, Småland  |       | 57.053289, 16.396747 | 10084800060004 | Ladda upp en bild av detta fornminne      |
| Mönsterås 6:5                           | Hällristning            |              | Mönsterås, Småland  |       | 57.053606, 16.397521 | 10084800060005 | Ladda upp en bild av detta fornminne      |
| Mönsterås 7:1                           | Röse                    |              | Mönsterås, Småland  |       | 57.050951, 16.399325 | 10084800070001 | Ladda upp en bild av detta fornminne      |
| Mönsterås 8:1                           | Röse                    |              | Mönsterås, Småland  |       | 57.054032, 16.407968 | 10084800080001 | Ladda upp en bild av detta fornminne      |
| Mönsterås 10:1                          | Röse                    |              | Mönsterås, Småland  |       | 57.083162, 16.440321 | 10084800100001 | Ladda upp en till bild av detta fornminne |
| Mönsterås 11:1                          | Gravfält                |              | Mönsterås, Småland  |       | 57.083224, 16.420091 | 10084800110001 | Ladda upp en bild av detta fornminne      |
| Mönsterås 15:1                          | Röse                    |              | Mönsterås, Småland  |       | 57.083829, 16.418415 | 10084800150001 | Ladda upp en bild av detta fornminne      |
| Mönsterås 16:1                          | Gravfält                |              | Mönsterås, Småland  |       | 57.083711, 16.416978 | 10084800160001 | Ladda upp en bild av detta fornminne      |
| Mönsterås 19:1                          | Röse                    |              | Mönsterås, Småland  |       | 57.082744, 16.417815 | 10084800190001 | Ladda upp en bild av detta fornminne      |
| Mönsterås 20:1                          | Grav- och boplatsområde |              | Mönsterås, Småland  |       | 57.084072, 16.420475 | 10084800200001 | Ladda upp en bild av detta fornminne      |
| Mönsterås 22:1                          | Stensättning            |              | Mönsterås, Småland  |       | 57.083600, 16.420442 | 10084800220001 | Ladda upp en bild av detta fornminne      |
| Mönsterås 23:1                          | Röse                    |              | Mönsterås, Småland  |       | 57.081780, 16.419475 | 10084800230001 | Ladda upp en bild av detta fornminne      |
| Mönsterås 24:1                          | Röse                    |              | Mönsterås, Småland  |       | 57.076676, 16.422378 | 10084800240001 | Ladda upp en bild av detta fornminne      |
| Mönsterås 25:1                          | Röse                    |              | Mönsterås, Småland  |       | 57.072887, 16.418597 | 10084800250001 | Ladda upp en bild av detta fornminne      |
| Mönsterås 26:1                          | Röse                    |              | Mönsterås, Småland  |       | 57.071990, 16.422514 | 10084800260001 | Ladda upp en bild av detta fornminne      |
| Mönsterås 26:2                          | Röse                    |              | Mönsterås, Småland  |       | 57.072126, 16.421592 | 10084800260002 | Ladda upp en bild av detta fornminne      |
| Mönsterås 27:1                          | Röse                    |              | Mönsterås, Småland  |       | 57.072528, 16.422468 | 10084800270001 | Ladda upp en bild av detta fornminne      |
| Mönsterås 28:1                          | Gravfält                |              | Mönsterås, Småland  |       | 57.046825, 16.405120 | 10084800280001 | Ladda upp en bild av detta fornminne      |
| Mönsterås 29:1                          | Röse                    |              | Mönsterås, Småland  |       | 57.046864, 16.402959 | 10084800290001 | Ladda upp en bild av detta fornminne      |
| Kronobäcks klosterruin (Mönsterås 30:1) | Kyrka/kapell            |              | Mönsterås, Småland  |       | 57.018690, 16.438859 | 10084800300001 | Ladda upp en till bild av detta fornminne |
| Mönsterås 31:1                          | Gravfält                |              | Mönsterås, Småland  |       | 57.018784, 16.444698 | 10084800310001 | Ladda upp en bild av detta fornminne      |
| Mönsterås 32:1                          | Stensättning            |              | Mönsterås, Småland  |       | 57.018309, 16.446019 | 10084800320001 | Ladda upp en bild av detta fornminne      |
| Mönsterås 34:1                          | Gravfält                |              | Mönsterås, Småland  |       | 57.054369, 16.466228 | 10084800340001 | Ladda upp en bild av detta fornminne      |
| Mönsterås 34:2                          | Gravfält                |              | Mönsterås, Småland  |       | 57.053450, 16.465660 | 10084800340002 | Ladda upp en bild av detta fornminne      |
| Björnöhus (Mönsterås 35:1)              | Borg                    |              | Mönsterås, Småland  |       | 57.032982, 16.528691 | 10084800350001 | Ladda upp en bild av detta fornminne      |
| Mönsterås 36:1                          | Röse                    |              | Mönsterås, Småland  |       | 57.083917, 16.436106 | 10084800360001 | Ladda upp en till bild av detta fornminne |
| Mönsterås 36:2                          | Stensättning            |              | Mönsterås, Småland  |       | 57.083988, 16.436436 | 10084800360002 | Ladda upp en bild av detta fornminne      |
| Mönsterås 36:3                          | Stensättning            |              | Mönsterås, Småland  |       | 57.083800, 16.436253 | 10084800360003 | Ladda upp en bild av detta fornminne      |
| Mönsterås 37:1                          | Röse                    |              | Mönsterås, Småland  |       | 57.081585, 16.435168 | 10084800370001 | Ladda upp en bild av detta fornminne      |
| Mönsterås 37:2                          | Stensättning            |              | Mönsterås, Småland  |       | 57.081620, 16.435349 | 10084800370002 | Ladda upp en bild av detta fornminne      |
| Mönsterås 38:1                          | Röse                    |              | Mönsterås, Småland  |       | 57.082109, 16.433539 | 10084800380001 | Ladda upp en bild av detta fornminne      |
| Mönsterås 39:1                          | Röse                    |              | Mönsterås, Småland  |       | 57.084800, 16.430422 | 10084800390001 | Ladda upp en bild av detta fornminne      |
| Mönsterås 40:1                          | Röse                    |              | Mönsterås, Småland  |       | 57.083763, 16.428472 | 10084800400001 | Ladda upp en bild av detta fornminne      |
| Mönsterås 41:1                          | Stensättning            |              | Mönsterås, Småland  |       | 57.083087, 16.429572 | 10084800410001 | Ladda upp en bild av detta fornminne      |
| Mönsterås 42:1                          | Röse                    |              | Mönsterås, Småland  |       | 57.082166, 16.428115 | 10084800420001 | Ladda upp en bild av detta fornminne      |
| Mönsterås 43:1                          | Röse                    |              | Mönsterås, Småland  |       | 57.079617, 16.419379 | 10084800430001 | Ladda upp en bild av detta fornminne      |
| Mönsterås 43:2                          | Stensättning            |              | Mönsterås, Småland  |       | 57.079797, 16.419314 | 10084800430002 | Ladda upp en bild av detta fornminne      |
| Mönsterås 43:3                          | Röse                    |              | Mönsterås, Småland  |       | 57.080057, 16.419349 | 10084800430003 | Ladda upp en bild av detta fornminne      |
| Mönsterås 44:1                          | Röse                    |              | Mönsterås, Småland  |       | 57.079281, 16.421240 | 10084800440001 | Ladda upp en bild av detta fornminne      |
| Mönsterås 45:1                          | Röse                    |              | Mönsterås, Småland  |       | 57.078372, 16.426443 | 10084800450001 | Ladda upp en bild av detta fornminne      |
| Mönsterås 50:1                          | Röse                    |              | Mönsterås, Småland  |       | 57.138362, 16.575931 | 10084800500001 | Ladda upp en bild av detta fornminne      |
| Mönsterås 51:1                          | Gravfält                |              | Mönsterås, Småland  |       | 57.136624, 16.607834 | 10084800510001 | Ladda upp en bild av detta fornminne      |
| Mönsterås 52:1                          | Stensättning            |              | Mönsterås, Småland  |       | 57.136673, 16.609674 | 10084800520001 | Ladda upp en bild av detta fornminne      |
| Mönsterås 53:1                          | Stensättning            |              | Mönsterås, Småland  |       | 57.113701, 16.620600 | 10084800530001 | Ladda upp en bild av detta fornminne      |
| Mönsterås 55:1                          | Stensättning            |              | Mönsterås, Småland  |       | 57.098158, 16.627232 | 10084800550001 | Ladda upp en bild av detta fornminne      |
| Mönsterås 55:2                          | Röse                    |              | Mönsterås, Småland  |       | 57.097930, 16.626444 | 10084800550002 | Ladda upp en bild av detta fornminne      |
| Mönsterås 56:1                          | Stensättning            |              | Mönsterås, Småland  |       | 57.098536, 16.635349 | 10084800560001 | Ladda upp en bild av detta fornminne      |
| Mönsterås 56:2                          | Stensättning            |              | Mönsterås, Småland  |       | 57.098541, 16.635178 | 10084800560002 | Ladda upp en bild av detta fornminne      |
| Mönsterås 58:1                          | Stensättning            |              | Mönsterås, Småland  |       | 57.004520, 16.435079 | 10084800580001 | Ladda upp en bild av detta fornminne      |
| Mönsterås 59:1                          | Röse                    |              | Mönsterås, Småland  |       | 57.084502, 16.471772 | 10084800590001 | Ladda upp en bild av detta fornminne      |
| Mönsterås 60:1                          | Röse                    |              | Mönsterås, Småland  |       | 57.086692, 16.468798 | 10084800600001 | Ladda upp en bild av detta fornminne      |
| Mönsterås 61:1                          | Stensättning            |              | Mönsterås, Småland  |       | 57.084937, 16.471457 | 10084800610001 | Ladda upp en bild av detta fornminne      |
| Mönsterås 62:1                          | Röse                    |              | Mönsterås, Småland  |       | 57.083034, 16.471968 | 10084800620001 | Ladda upp en bild av detta fornminne      |
| Mönsterås 63:1                          | Gravfält                |              | Mönsterås, Småland  |       | 57.083650, 16.397459 | 10084800630001 | Ladda upp en bild av detta fornminne      |
| Mönsterås 65:1                          | Stensättning            |              | Mönsterås, Småland  |       | 57.079703, 16.416544 | 10084800650001 | Ladda upp en bild av detta fornminne      |
| Mönsterås 66:1                          | Röse                    |              | Mönsterås, Småland  |       | 57.082859, 16.385751 | 10084800660001 | Ladda upp en bild av detta fornminne      |
| Mönsterås 67:1                          | Röse                    |              | Mönsterås, Småland  |       | 57.089390, 16.415893 | 10084800670001 | Ladda upp en bild av detta fornminne      |
| Mönsterås 67:2                          | Stensättning            |              | Mönsterås, Småland  |       | 57.089246, 16.416057 | 10084800670002 | Ladda upp en bild av detta fornminne      |
| Mönsterås 67:3                          | Stensättning            |              | Mönsterås, Småland  |       | 57.089399, 16.415662 | 10084800670003 | Ladda upp en bild av detta fornminne      |
| Mönsterås 68:1                          | Röse                    |              | Mönsterås, Småland  |       | 57.089156, 16.411670 | 10084800680001 | Ladda upp en bild av detta fornminne      |
| Mönsterås 69:1                          | Röse                    |              | Mönsterås, Småland  |       | 57.089445, 16.410567 | 10084800690001 | Ladda upp en bild av detta fornminne      |
| Mönsterås 70:1                          | Röse                    |              | Mönsterås, Småland  |       | 57.089247, 16.411011 | 10084800700001 | Ladda upp en bild av detta fornminne      |
| Mönsterås 70:2                          | Röse                    |              | Mönsterås, Småland  |       | 57.089265, 16.410781 | 10084800700002 | Ladda upp en bild av detta fornminne      |
| Mönsterås 71:1                          | Stensättning            |              | Mönsterås, Småland  |       | 56.999102, 16.539380 | 10084800710001 | Ladda upp en bild av detta fornminne      |
| Mönsterås 72:1                          | Röse                    |              | Mönsterås, Småland  |       | 56.998953, 16.538063 | 10084800720001 | Ladda upp en bild av detta fornminne      |
| Mönsterås 75:1                          | Röse                    |              | Mönsterås, Småland  |       | 57.070278, 16.611293 | 10084800750001 | Ladda upp en bild av detta fornminne      |
| Mönsterås 77:1                          | Röse                    |              | Mönsterås, Småland  |       | 57.066139, 16.421803 | 10084800770001 | Ladda upp en bild av detta fornminne      |
| Mönsterås 77:2                          | Hällristning            |              | Mönsterås, Småland  |       | 57.066031, 16.421785 | 10084800770002 | Ladda upp en bild av detta fornminne      |
| Mönsterås 78:1                          | Röse                    |              | Mönsterås, Småland  |       | 57.065611, 16.421157 | 10084800780001 | Ladda upp en bild av detta fornminne      |
| Mönsterås 78:2                          | Stensättning            |              | Mönsterås, Småland  |       | 57.065494, 16.420975 | 10084800780002 | Ladda upp en bild av detta fornminne      |
| Mönsterås 79:1                          | Röse                    |              | Mönsterås, Småland  |       | 57.065281, 16.422492 | 10084800790001 | Ladda upp en bild av detta fornminne      |
| Mönsterås 79:2                          | Stensättning            |              | Mönsterås, Småland  |       | 57.065175, 16.422486 | 10084800790002 | Ladda upp en bild av detta fornminne      |
| Mönsterås 79:3                          | Stensättning            |              | Mönsterås, Småland  |       | 57.065355, 16.422632 | 10084800790003 | Ladda upp en bild av detta fornminne      |
| Mönsterås 80:1                          | Röse                    |              | Mönsterås, Småland  |       | 57.011704, 16.461396 | 10084800800001 | Ladda upp en bild av detta fornminne      |
| Mönsterås 81:1                          | Röse                    |              | Mönsterås, Småland  |       | 57.012263, 16.461124 | 10084800810001 | Ladda upp en bild av detta fornminne      |
| Källarholmen (Mönsterås 82:1)           | Borg                    |              | Mönsterås, Småland  |       | 57.060896, 16.516454 | 10084800820001 | Ladda upp en bild av detta fornminne      |
| Mönsterås 83:1                          | Hällristning            |              | Mönsterås, Småland  |       | 57.054138, 16.390437 | 10084800830001 | Ladda upp en bild av detta fornminne      |
| Mönsterås 84:1                          | Gravfält                |              | Mönsterås, Småland  |       | 57.083401, 16.414915 | 10084800840001 | Ladda upp en bild av detta fornminne      |
| Mönsterås 85:1                          | Röse                    |              | Mönsterås, Småland  |       | 57.083983, 16.408392 | 10084800850001 | Ladda upp en bild av detta fornminne      |
| Mönsterås 85:2                          | Stensättning            |              | Mönsterås, Småland  |       | 57.083777, 16.408589 | 10084800850002 | Ladda upp en bild av detta fornminne      |
| Mönsterås 86:1                          | Stensättning            |              | Mönsterås, Småland  |       | 57.084925, 16.404424 | 10084800860001 | Ladda upp en bild av detta fornminne      |
| Mönsterås 87:1                          | Gravfält                |              | Mönsterås, Småland  |       | 57.084856, 16.400884 | 10084800870001 | Ladda upp en bild av detta fornminne      |
| Mönsterås 89:1                          | Stensättning            |              | Mönsterås, Småland  |       | 57.084957, 16.401737 | 10084800890001 | Ladda upp en bild av detta fornminne      |
| Mönsterås 90:1                          | Stensättning            |              | Mönsterås, Småland  |       | 57.084982, 16.402792 | 10084800900001 | Ladda upp en bild av detta fornminne      |
| Mönsterås 90:2                          | Stensättning            |              | Mönsterås, Småland  |       | 57.085188, 16.402645 | 10084800900002 | Ladda upp en bild av detta fornminne      |
| Mönsterås 91:1                          | Röse                    |              | Mönsterås, Småland  |       | 57.066621, 16.393560 | 10084800910001 | Ladda upp en bild av detta fornminne      |
| Mönsterås 92:1                          | Röse                    |              | Mönsterås, Småland  |       | 57.058948, 16.398854 | 10084800920001 | Ladda upp en bild av detta fornminne      |
| Mönsterås 93:1                          | Röse                    |              | Mönsterås, Småland  |       | 57.065415, 16.397653 | 10084800930001 | Ladda upp en bild av detta fornminne      |
| Mönsterås 93:2                          | Stensättning            |              | Mönsterås, Småland  |       | 57.065372, 16.397372 | 10084800930002 | Ladda upp en bild av detta fornminne      |
| Mönsterås 93:3                          | Stensättning            |              | Mönsterås, Småland  |       | 57.065283, 16.397271 | 10084800930003 | Ladda upp en bild av detta fornminne      |
| Mönsterås 94:1                          | Röse                    |              | Mönsterås, Småland  |       | 57.065850, 16.398372 | 10084800940001 | Ladda upp en bild av detta fornminne      |
| Mönsterås 94:2                          | Stensättning            |              | Mönsterås, Småland  |       | 57.066056, 16.398492 | 10084800940002 | Ladda upp en bild av detta fornminne      |
| Mönsterås 95:1                          | Gravfält                |              | Mönsterås, Småland  |       | 57.065195, 16.398527 | 10084800950001 | Ladda upp en bild av detta fornminne      |
| Mönsterås 96:1                          | Röse                    |              | Mönsterås, Småland  |       | 57.071968, 16.415806 | 10084800960001 | Ladda upp en bild av detta fornminne      |
| Mönsterås 97:1                          | Röse                    |              | Mönsterås, Småland  |       | 57.071085, 16.421668 | 10084800970001 | Ladda upp en bild av detta fornminne      |
| Mönsterås 98:1                          | Röse                    |              | Mönsterås, Småland  |       | 57.078160, 16.418949 | 10084800980001 | Ladda upp en bild av detta fornminne      |
| Mönsterås 99:1                          | Stensättning            |              | Mönsterås, Småland  |       | 57.124180, 16.509930 | 10084800990001 | Ladda upp en bild av detta fornminne      |
| Mönsterås 99:2                          | Stensättning            |              | Mönsterås, Småland  |       | 57.124307, 16.509978 | 10084800990002 | Ladda upp en bild av detta fornminne      |
| Mönsterås 104:1                         | Stensättning            |              | Mönsterås, Småland  |       | 57.080640, 16.432564 | 10084801040001 | Ladda upp en bild av detta fornminne      |
| Mönsterås 104:2                         | Stensättning            |              | Mönsterås, Småland  |       | 57.080781, 16.433045 | 10084801040002 | Ladda upp en bild av detta fornminne      |
| Mönsterås 106:1                         | Röse                    |              | Mönsterås, Småland  |       | 57.090504, 16.483273 | 10084801060001 | Ladda upp en bild av detta fornminne      |
| Mönsterås 110:1                         | Stensättning            |              | Mönsterås, Småland  |       | 57.115946, 16.434813 | 10084801100001 | Ladda upp en bild av detta fornminne      |
| Mönsterås 118:1                         | Stensättning            |              | Mönsterås, Småland  |       | 57.032026, 16.578130 | 10084801180001 | Ladda upp en bild av detta fornminne      |
| Mönsterås 140:1                         | Röse                    |              | Mönsterås, Småland  |       | 57.045175, 16.392647 | 10084801400001 | Ladda upp en bild av detta fornminne      |
| Mönsterås 151:1                         | Stensättning            |              | Mönsterås, Småland  |       | 57.063253, 16.401130 | 10084801510001 | Ladda upp en bild av detta fornminne      |
| Mönsterås 154:1                         | Hällristning            |              | Mönsterås, Småland  |       | 57.052602, 16.395347 | 10084801540001 | Ladda upp en bild av detta fornminne      |
| Mönsterås 154:2                         | Hällristning            |              | Mönsterås, Småland  |       | 57.052836, 16.395132 | 10084801540002 | Ladda upp en bild av detta fornminne      |
| Mönsterås 182:1                         | Röse                    |              | Mönsterås, Småland  |       | 57.083294, 16.411966 | 10084801820001 | Ladda upp en bild av detta fornminne      |
| Mönsterås 201:1                         | Röse                    |              | Mönsterås, Småland  |       | 57.046927, 16.396159 | 10084802010001 | Ladda upp en bild av detta fornminne      |
| Mönsterås 201:2                         | Stensättning            |              | Mönsterås, Småland  |       | 57.046668, 16.395579 | 10084802010002 | Ladda upp en bild av detta fornminne      |
| Mönsterås 201:3                         | Stensättning            |              | Mönsterås, Småland  |       | 57.046550, 16.395611 | 10084802010003 | Ladda upp en bild av detta fornminne      |
| Mönsterås 201:4                         | Stensättning            |              | Mönsterås, Småland  |       | 57.046189, 16.395886 | 10084802010004 | Ladda upp en bild av detta fornminne      |
| (Kvarntopängen) (Mönsterås 217:1)       | Röse                    |              | Mönsterås, Småland  |       | 57.022096, 16.423376 | 10084802170001 | Ladda upp en bild av detta fornminne      |
| Mönsterås 224:1                         | Hällristning            |              | Mönsterås, Småland  |       | 57.049556, 16.398496 | 10084802240001 | Ladda upp en bild av detta fornminne      |
| Mönsterås 245:1                         | Stensättning            |              | Mönsterås, Småland  |       | 57.082980, 16.425252 | 10084802450001 | Ladda upp en bild av detta fornminne      |
| Mönsterås 245:2                         | Stensättning            |              | Mönsterås, Småland  |       | 57.083052, 16.425054 | 10084802450002 | Ladda upp en bild av detta fornminne      |
| Mönsterås 248:1                         | Hällristning            |              | Mönsterås, Småland  |       | 57.066782, 16.394833 | 10084802480001 | Ladda upp en bild av detta fornminne      |
| Mönsterås 250:1                         | Röse                    |              | Mönsterås, Småland  |       | 57.057890, 16.437050 | 10084802500001 | Ladda upp en bild av detta fornminne      |
| Mönsterås 251:1                         | Hällristning            |              | Mönsterås, Småland  |       | 57.052703, 16.393717 | 10084802510001 | Ladda upp en bild av detta fornminne      |
| Mönsterås 252:1                         | Hällristning            |              | Mönsterås, Småland  |       | 57.051948, 16.395049 | 10084802520001 | Ladda upp en bild av detta fornminne      |
| Mönsterås 253:1                         | Hällristning            |              | Mönsterås, Småland  |       | 57.053223, 16.399123 | 10084802530001 | Ladda upp en bild av detta fornminne      |
| Mönsterås 254:1                         | Hällristning            |              | Mönsterås, Småland  |       | 57.050651, 16.401563 | 10084802540001 | Ladda upp en bild av detta fornminne      |
| Mönsterås 255:1                         | Hällristning            |              | Mönsterås, Småland  |       | 57.054958, 16.397485 | 10084802550001 | Ladda upp en bild av detta fornminne      |
| Mönsterås 258:1                         | Stensättning            |              | Mönsterås, Småland  |       | 57.063108, 16.399924 | 10084802580001 | Ladda upp en bild av detta fornminne      |
| Mönsterås 260:1                         | Röse                    |              | Mönsterås, Småland  |       | 57.089385, 16.409495 | 10084802600001 | Ladda upp en bild av detta fornminne      |
| Mönsterås 261:1                         | Röse                    |              | Mönsterås, Småland  |       | 57.087872, 16.407376 | 10084802610001 | Ladda upp en bild av detta fornminne      |
| Mönsterås 262:1                         | Röse                    |              | Mönsterås, Småland  |       | 57.085357, 16.398772 | 10084802620001 | Ladda upp en bild av detta fornminne      |
| Mönsterås 263:1                         | Röse                    |              | Mönsterås, Småland  |       | 57.083154, 16.447773 | 10084802630001 | Ladda upp en bild av detta fornminne      |
| Mönsterås 269:1                         | Röse                    |              | Mönsterås, Småland  |       | 57.082506, 16.444884 | 10084802690001 | Ladda upp en till bild av detta fornminne |
| Mönsterås 269:2                         | Stensättning            |              | Mönsterås, Småland  |       | 57.082479, 16.444686 | 10084802690002 | Ladda upp en bild av detta fornminne      |
| Mönsterås 270:1                         | Gravfält                |              | Mönsterås, Småland  |       | 57.081240, 16.443132 | 10084802700001 | Ladda upp en till bild av detta fornminne |
| Mönsterås 271:1                         | Röse                    |              | Mönsterås, Småland  |       | 57.080727, 16.441591 | 10084802710001 | Ladda upp en till bild av detta fornminne |
| Mönsterås 271:2                         | Röse                    |              | Mönsterås, Småland  |       | 57.080663, 16.442052 | 10084802710002 | Ladda upp en till bild av detta fornminne |
| Mönsterås 271:3                         | Röse                    |              | Mönsterås, Småland  |       | 57.080770, 16.442531 | 10084802710003 | Ladda upp en till bild av detta fornminne |
| Mönsterås 272:1                         | Stensättning            |              | Mönsterås, Småland  |       | 57.075970, 16.451135 | 10084802720001 | Ladda upp en bild av detta fornminne      |
| Mönsterås 273:1                         | Gravfält                |              | Mönsterås, Småland  |       | 57.082113, 16.438065 | 10084802730001 | Ladda upp en bild av detta fornminne      |
| Mönsterås 274:1                         | Stensättning            |              | Mönsterås, Småland  |       | 57.083723, 16.421827 | 10084802740001 | Ladda upp en bild av detta fornminne      |
| Mönsterås 278:1                         | Röse                    |              | Mönsterås, Småland  |       | 57.086585, 16.394953 | 10084802780001 | Ladda upp en bild av detta fornminne      |
| Mönsterås 280:1                         | Röse                    |              | Mönsterås, Småland  |       | 57.084930, 16.415355 | 10084802800001 | Ladda upp en bild av detta fornminne      |
| Mönsterås 280:2                         | Stensättning            |              | Mönsterås, Småland  |       | 57.085047, 16.415191 | 10084802800002 | Ladda upp en bild av detta fornminne      |
| Mönsterås 282:1                         | Stensättning            |              | Mönsterås, Småland  |       | 57.085646, 16.411980 | 10084802820001 | Ladda upp en bild av detta fornminne      |
| Mönsterås 283:1                         | Stensättning            |              | Mönsterås, Småland  |       | 57.083177, 16.388852 | 10084802830001 | Ladda upp en bild av detta fornminne      |
| Mönsterås 284:1                         | Stensättning            |              | Mönsterås, Småland  |       | 57.048460, 16.469677 | 10084802840001 | Ladda upp en bild av detta fornminne      |
| Mönsterås 284:2                         | Stensättning            |              | Mönsterås, Småland  |       | 57.048414, 16.469858 | 10084802840002 | Ladda upp en bild av detta fornminne      |
| Mönsterås 284:3                         | Stensättning            |              | Mönsterås, Småland  |       | 57.048351, 16.469973 | 10084802840003 | Ladda upp en bild av detta fornminne      |
| Mönsterås 310:1                         | Röse                    |              | Mönsterås, Småland  |       | 57.053537, 16.399125 | 10084803100001 | Ladda upp en bild av detta fornminne      |
| Mönsterås 325:1                         | Röse                    |              | Mönsterås, Småland  |       | 57.057228, 16.467534 | 10084803250001 | Ladda upp en bild av detta fornminne      |
| Mönsterås 326:1                         | Stensättning            |              | Mönsterås, Småland  |       | 57.054420, 16.468622 | 10084803260001 | Ladda upp en bild av detta fornminne      |
| Mönsterås 327:1                         | Stensättning            |              | Mönsterås, Småland  |       | 57.054921, 16.483555 | 10084803270001 | Ladda upp en bild av detta fornminne      |
| Mönsterås 331:1                         | Stensättning            |              | Mönsterås, Småland  |       | 57.087936, 16.460535 | 10084803310001 | Ladda upp en bild av detta fornminne      |
| Mönsterås 333:1                         | Stensättning            |              | Mönsterås, Småland  |       | 57.079609, 16.475278 | 10084803330001 | Ladda upp en bild av detta fornminne      |
| Mönsterås 334:1                         | Röse                    |              | Mönsterås, Småland  |       | 57.091423, 16.489783 | 10084803340001 | Ladda upp en bild av detta fornminne      |
| Mönsterås 335:1                         | Röse                    |              | Mönsterås, Småland  |       | 57.058102, 16.433940 | 10084803350001 | Ladda upp en bild av detta fornminne      |
| Mönsterås 340:1                         | Fiskeläge               |              | Mönsterås, Småland  |       | 57.137480, 16.607970 | 10084803400001 | Ladda upp en bild av detta fornminne      |
| Mönsterås 346:1                         | Röse                    |              | Mönsterås, Småland  |       | 57.051046, 16.406499 | 10084803460001 | Ladda upp en bild av detta fornminne      |
| Mönsterås 346:2                         | Stensättning            |              | Mönsterås, Småland  |       | 57.051036, 16.406256 | 10084803460002 | Ladda upp en bild av detta fornminne      |
| Mönsterås 347:1                         | Röse                    |              | Mönsterås, Småland  |       | 57.052318, 16.405428 | 10084803470001 | Ladda upp en bild av detta fornminne      |
| Mönsterås 378:1                         | Gravfält                |              | Mönsterås, Småland  |       | 57.058250, 16.390072 | 10084803780001 | Ladda upp en bild av detta fornminne      |
| Mönsterås 390:1                         | Husgrund, historisk tid |              | Mönsterås, Småland  |       | 57.057795, 16.515202 | 10084803900001 | Ladda upp en bild av detta fornminne      |
| Mönsterås 423                           | Begravningsplats        |              | Mönsterås, Småland  |       | 57.018593, 16.438443 | 12000000070030 | Ladda upp en bild av detta fornminne      |

## Ålem
| Namn                                  | Lämningstyp             | Tillkomsttid | Historisk indelning | Plats | Läge                 | ID-nr          | Bild                                      |
| ------------------------------------- | ----------------------- | ------------ | ------------------- | ----- | -------------------- | -------------- | ----------------------------------------- |
| Drakröret (Ålem 2:1)                  | Röse                    |              | Ålem, Småland       |       | 56.978860, 16.429018 | 10088800020001 | Ladda upp en bild av detta fornminne      |
| Ålem 4:1                              | Gravfält                |              | Ålem, Småland       |       | 56.978518, 16.425101 | 10088800040001 | Ladda upp en bild av detta fornminne      |
| Ålem 6:1                              | Röse                    |              | Ålem, Småland       |       | 56.962819, 16.367623 | 10088800060001 | Ladda upp en bild av detta fornminne      |
| Ålem 8:1                              | Gravfält                |              | Ålem, Småland       |       | 56.954017, 16.463163 | 10088800080001 | Ladda upp en bild av detta fornminne      |
| Ålem 10:1                             | Stensättning            |              | Ålem, Småland       |       | 56.947771, 16.386140 | 10088800100001 | Ladda upp en bild av detta fornminne      |
| Ålem 12:1                             | Röse                    |              | Ålem, Småland       |       | 56.941982, 16.400070 | 10088800120001 | Ladda upp en bild av detta fornminne      |
| Ålem 13:1                             | Röse                    |              | Ålem, Småland       |       | 56.940748, 16.416582 | 10088800130001 | Ladda upp en bild av detta fornminne      |
| Ålem 17:1                             | Röse                    |              | Ålem, Småland       |       | 56.929602, 16.439960 | 10088800170001 | Ladda upp en bild av detta fornminne      |
| Ålem 18:1                             | Röse                    |              | Ålem, Småland       |       | 56.926599, 16.454475 | 10088800180001 | Ladda upp en bild av detta fornminne      |
| Skytteskulle (Kastellen?) (Ålem 19:1) | Borg                    |              | Ålem, Småland       |       | 56.926965, 16.429696 | 10088800190001 | Ladda upp en bild av detta fornminne      |
| Skytteskulle (Kastellen?) (Ålem 19:2) | Fästning/skans          |              | Ålem, Småland       |       | 56.926118, 16.430941 | 10088800190002 | Ladda upp en bild av detta fornminne      |
| Skytteskulle (Kastellen?) (Ålem 19:3) | Fästning/skans          |              | Ålem, Småland       |       | 56.927361, 16.431196 | 10088800190003 | Ladda upp en bild av detta fornminne      |
| Skytteskulle (Kastellen?) (Ålem 19:4) | Röse                    |              | Ålem, Småland       |       | 56.925724, 16.430333 | 10088800190004 | Ladda upp en bild av detta fornminne      |
| Skytteskulle (Kastellen?) (Ålem 19:5) | Hög                     |              | Ålem, Småland       |       | 56.926326, 16.430269 | 10088800190005 | Ladda upp en bild av detta fornminne      |
| Ålem 20:1                             | Gravfält                |              | Ålem, Småland       |       | 56.925698, 16.416601 | 10088800200001 | Ladda upp en bild av detta fornminne      |
| Ålem 22:1                             | Röse                    |              | Ålem, Småland       |       | 56.922290, 16.427534 | 10088800220001 | Ladda upp en bild av detta fornminne      |
| Ålem 23:1                             | Röse                    |              | Ålem, Småland       |       | 56.920163, 16.422312 | 10088800230001 | Ladda upp en bild av detta fornminne      |
| Pata kapell (Ålem 24:1)               | Kyrka/kapell            |              | Ålem, Småland       |       | 56.931524, 16.415996 | 10088800240001 | Ladda upp en till bild av detta fornminne |
| Ålem 25:1                             | Gravfält                |              | Ålem, Småland       |       | 56.958138, 16.398528 | 10088800250001 | Ladda upp en bild av detta fornminne      |
| Ålem 30:1                             | Röse                    |              | Ålem, Småland       |       | 56.917706, 16.420353 | 10088800300001 | Ladda upp en bild av detta fornminne      |
| Ålem 31:1                             | Röse                    |              | Ålem, Småland       |       | 56.918678, 16.423850 | 10088800310001 | Ladda upp en bild av detta fornminne      |
| Ålem 33:1                             | Röse                    |              | Ålem, Småland       |       | 56.939494, 16.405384 | 10088800330001 | Ladda upp en bild av detta fornminne      |
| Ålem 34:1                             | Röse                    |              | Ålem, Småland       |       | 56.941004, 16.404287 | 10088800340001 | Ladda upp en bild av detta fornminne      |
| Ålem 37:1                             | Röse                    |              | Ålem, Småland       |       | 56.920194, 16.400375 | 10088800370001 | Ladda upp en bild av detta fornminne      |
| Ålem 46:1                             | Stensättning            |              | Ålem, Småland       |       | 56.923547, 16.445719 | 10088800460001 | Ladda upp en bild av detta fornminne      |
| Ålem 49:1                             | Stensättning            |              | Ålem, Småland       |       | 56.948686, 16.463015 | 10088800490001 | Ladda upp en bild av detta fornminne      |
| Ålem 51:1                             | Röse                    |              | Ålem, Småland       |       | 56.953884, 16.387890 | 10088800510001 | Ladda upp en bild av detta fornminne      |
| Ålem 52:1                             | Röse                    |              | Ålem, Småland       |       | 56.954772, 16.388482 | 10088800520001 | Ladda upp en bild av detta fornminne      |
| Ålem 53:1                             | Röse                    |              | Ålem, Småland       |       | 56.953682, 16.390632 | 10088800530001 | Ladda upp en bild av detta fornminne      |
| Tomteberget (Ålem 54:1)               | Gravfält                |              | Ålem, Småland       |       | 56.950861, 16.389107 | 10088800540001 | Ladda upp en bild av detta fornminne      |
| Ålem 55:1                             | Gravfält                |              | Ålem, Småland       |       | 56.951278, 16.385709 | 10088800550001 | Ladda upp en bild av detta fornminne      |
| Ålem 62:1                             | Röse                    |              | Ålem, Småland       |       | 56.902196, 16.496491 | 10088800620001 | Ladda upp en bild av detta fornminne      |
| Ålem 62:2                             | Röse                    |              | Ålem, Småland       |       | 56.902161, 16.496721 | 10088800620002 | Ladda upp en bild av detta fornminne      |
| Ålem 71:1                             | Stensättning            |              | Ålem, Småland       |       | 56.902501, 16.432521 | 10088800710001 | Ladda upp en bild av detta fornminne      |
| Ålem 163:1                            | Husgrund, historisk tid |              | Ålem, Småland       |       | 56.935264, 16.422562 | 10088801630001 | Ladda upp en bild av detta fornminne      |